# Noriker
Le Noriker est une race de chevaux de trait autrichiens. Élevé en Autriche et en Allemagne, où il présente différentes variantes, il fait partie des plus anciennes races de chevaux de trait d'Europe. Ses origines remontent aux Romains qui ont développé l'élevage d'une race lourde dans la province de Noricum. L'élevage se poursuit dans cette région, notamment aux XVIe siècle, avec l'apport de sang andalou et napolitain. Les derniers croisements sont réalisés au XIXe siècle, car en 1903, avec la création du stud-book, la race se ferme à tout élément extérieur. Après la Seconde Guerre mondiale, la race survit un temps à la motorisation et à l'industrialisation car beaucoup plus abordable et efficace dans les régions montagneuses, mais décline après 1968 au point de frôler l'extinction. Depuis, la race s'est relancée et est l'une des plus importantes de chevaux de trait en Europe.
C'est un cheval de taille moyenne, puissant et résistant, obéissant tout en étant vif. Il a le pied très sûr, ce qui le rend particulièrement adapté à la vie en montagne. Il possède une grande variété de robes comme l'alezan crins lavés, le bai, le bai-brun, le noir, le rouan et les robes tachetées.
Le Noriker fait l'objet d'une sélection rigoureuse accompagnée de contrôles et de tests. Cinq lignées sont reconnues chez la race.

## Dénomination
Le Noriker présente différentes variantes en Autriche et en Allemagne en fonction de sa région d'origine. Dans le Tyrol, il est connu sous le nom de Pinzgauer, alors dans les montagnes bavaroises, une version plus légère est élevée sous le nom d'Oberlander,. L'Abtenauer est également une variété plus petite du Noriker, originaire de la région d'Abtenau en Autriche.

## Histoire

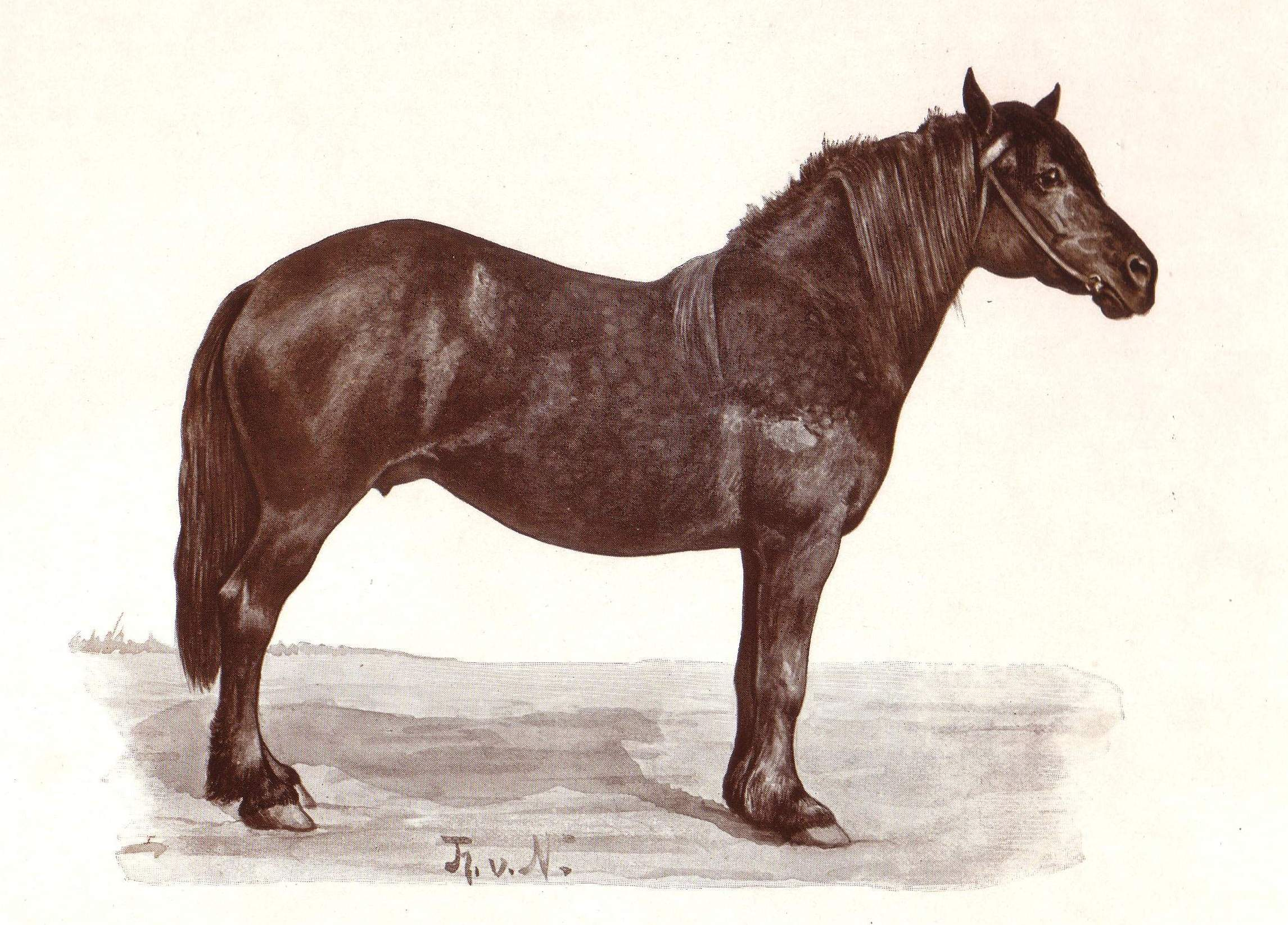
Dessin d'un Noriker dans les années 1900 par Thomas von Nathusius.

Le Noriker fait partie des plus anciennes races d'Europe de chevaux de trait. Ses ancêtres proviendraient de Thessalie, au nord de la Grèce et auraient été emmenés par les romains pendant la conquête romaine. Plusieurs races lourdes auraient ainsi été introduites dans la province de Noricum,. Les siècles suivants, l'élevage se poursuit dans la région et des générations de chevaux sont façonnées par le paysage et le climat. Il s'agit de chevaux puissants, au pied sûr, aptes à travailler dans des terrains difficiles, en agriculture et en exploitation forestière. Vers 1565, la race est prise en charge par les monastères puis par le prince archevêque de Salzbourg qui fait réaliser des croisements avec de lourds chevaux bourguignons afin de gagner de la taille. Mais c'est surtout l'apport de sang andalou et napolitain qui se révèle décisif,. Au XIXe siècle, de nouveaux croisements sont réalisés, cette fois avec des chevaux normands, Cleveland Bay, Holsteiner, hongrois, Clydesdale et Oldenbourg,. Ces derniers croisements amènent une élégance plus marquée chez la race. Le stud-book du Noriker est fondé en 1903 et il est fermé, c'est-à-dire que seuls les animaux de pure race sont admis. Cinq lignées apparaissent : Vulkan, Nero, Diamont, Schaunitz et Elmar,.
La race connait un essor dans la période de l'entre-deux-guerres et parvient à se maintenir après la Seconde Guerre mondiale malgré la motorisation et l'industrialisation car beaucoup plus abordable et efficace dans les régions montagneuses. Le Noriker décline après 1968 au point de frôler l'extinction. Depuis, la race s'est relancée et est l'une des plus importantes de chevaux de trait en Europe.

## Description

### Morphologie

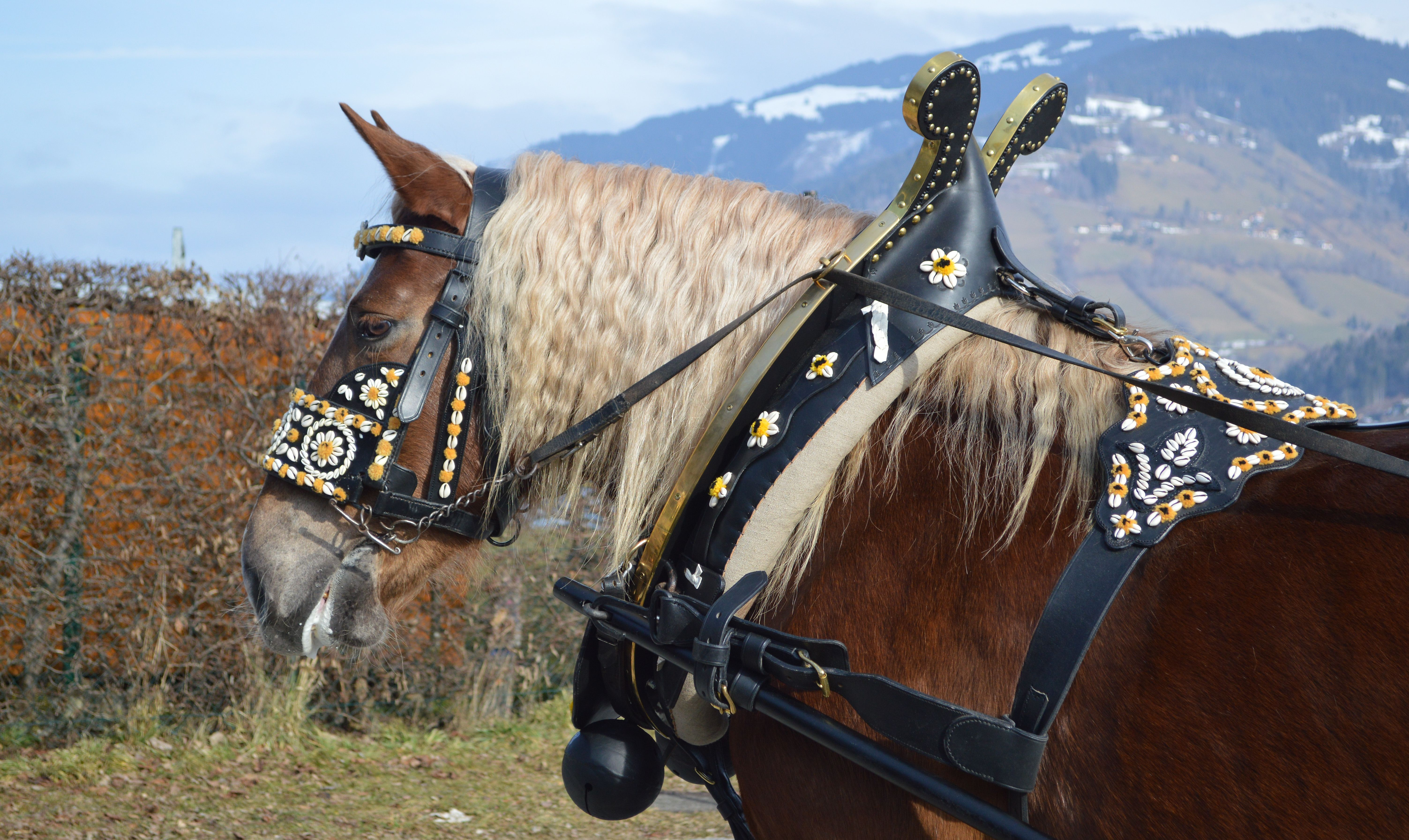
Tête d'un cheval Noriker.

Le Noriker est un cheval de taille moyenne, puissant et résistant. Il mesure en moyenne entre 1,55 m et 1,70 m au garrot, pour un poids de 700 kg à 900 kg.
Sa tête est ordinaire avec un profil droit ou légèrement busqué,. Les narines sont larges et les oreilles, alertes, sont placées haut.
L'encolure est courte et musclée avec une crinière abondante,. Le garrot est large et peu prononcé. La poitrine est large et profonde. Les épaules sont droites et puissantes,. Le corps est robuste et compact,. Le passage de sangle est très profond. Le dos est long. La croupe est large et bien inclinée avec une queue attachée bas,. Les membres, dotés de petits fanons, sont courts, puissants et rectilignes avec beaucoup d'os,. Le pied est bien formé, large et dur,.

### Robes
Il présente régulièrement une robe alezane avec souvent les crins lavés. Le bai, le bai-brun, le noir, le rouan et les robes tachetées sont également fréquents,. Le gris et les robes pommelées sont en revanche beaucoup plus rares.

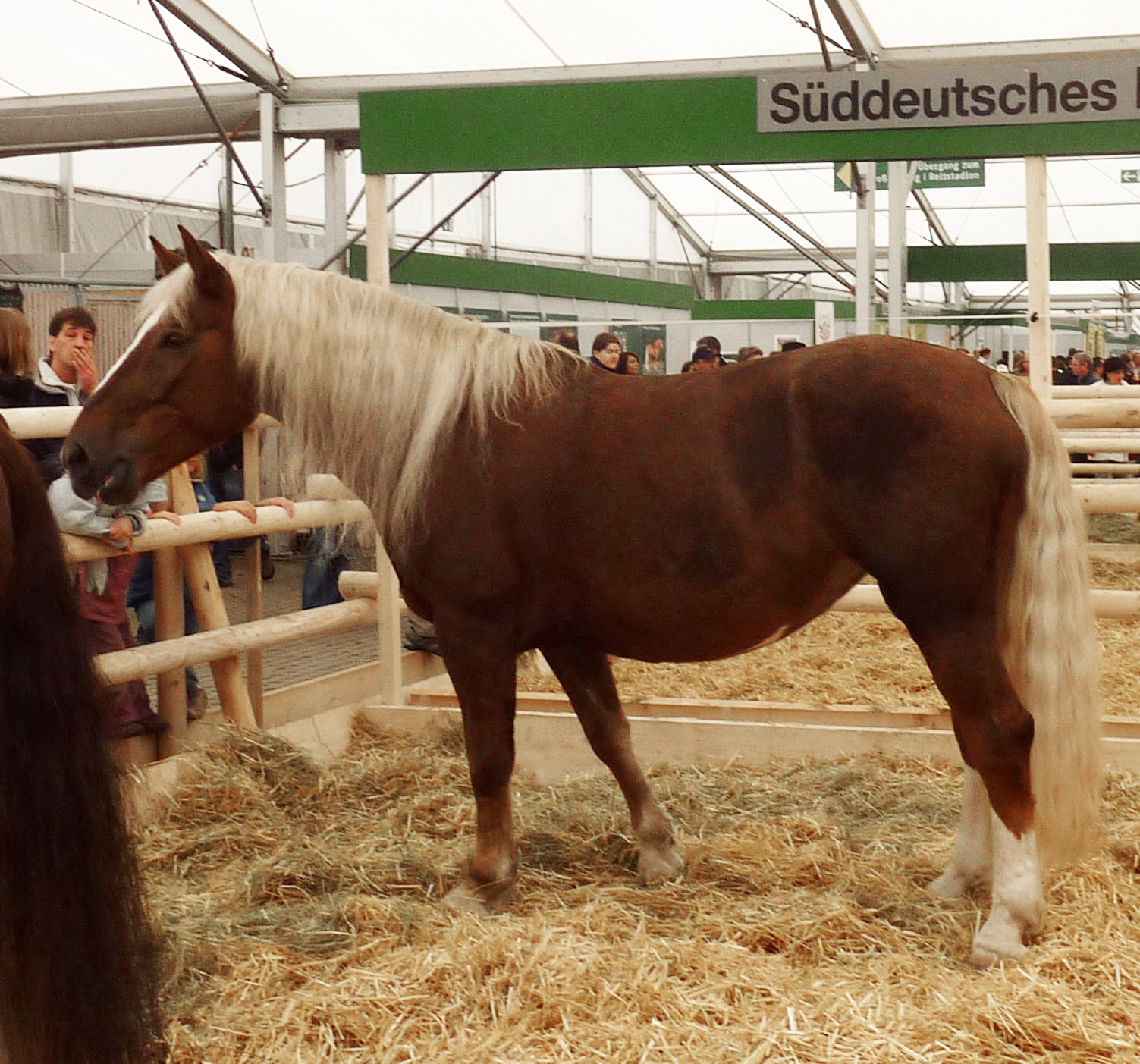
Alezan crins lavés.
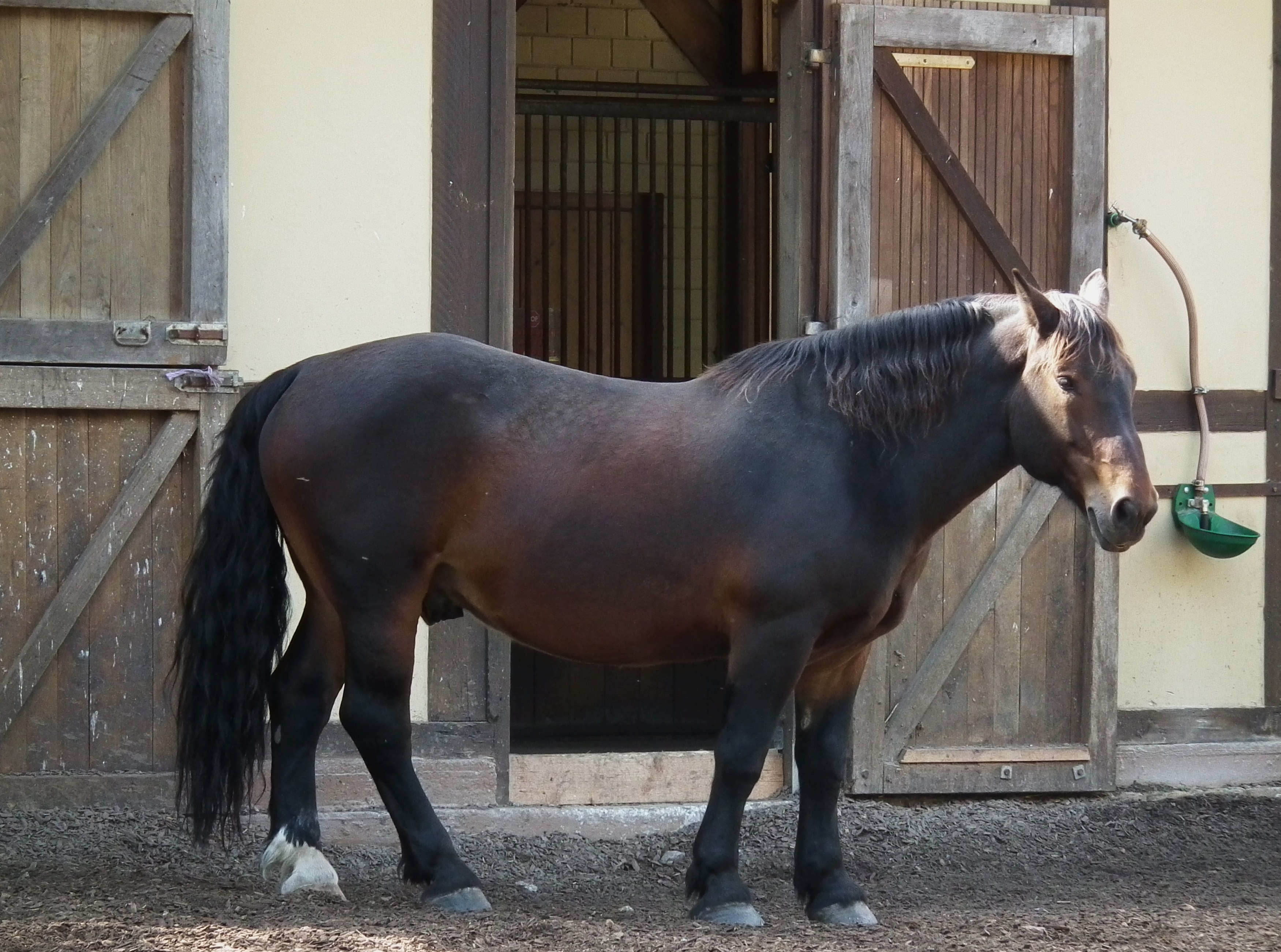
Bai-brun.
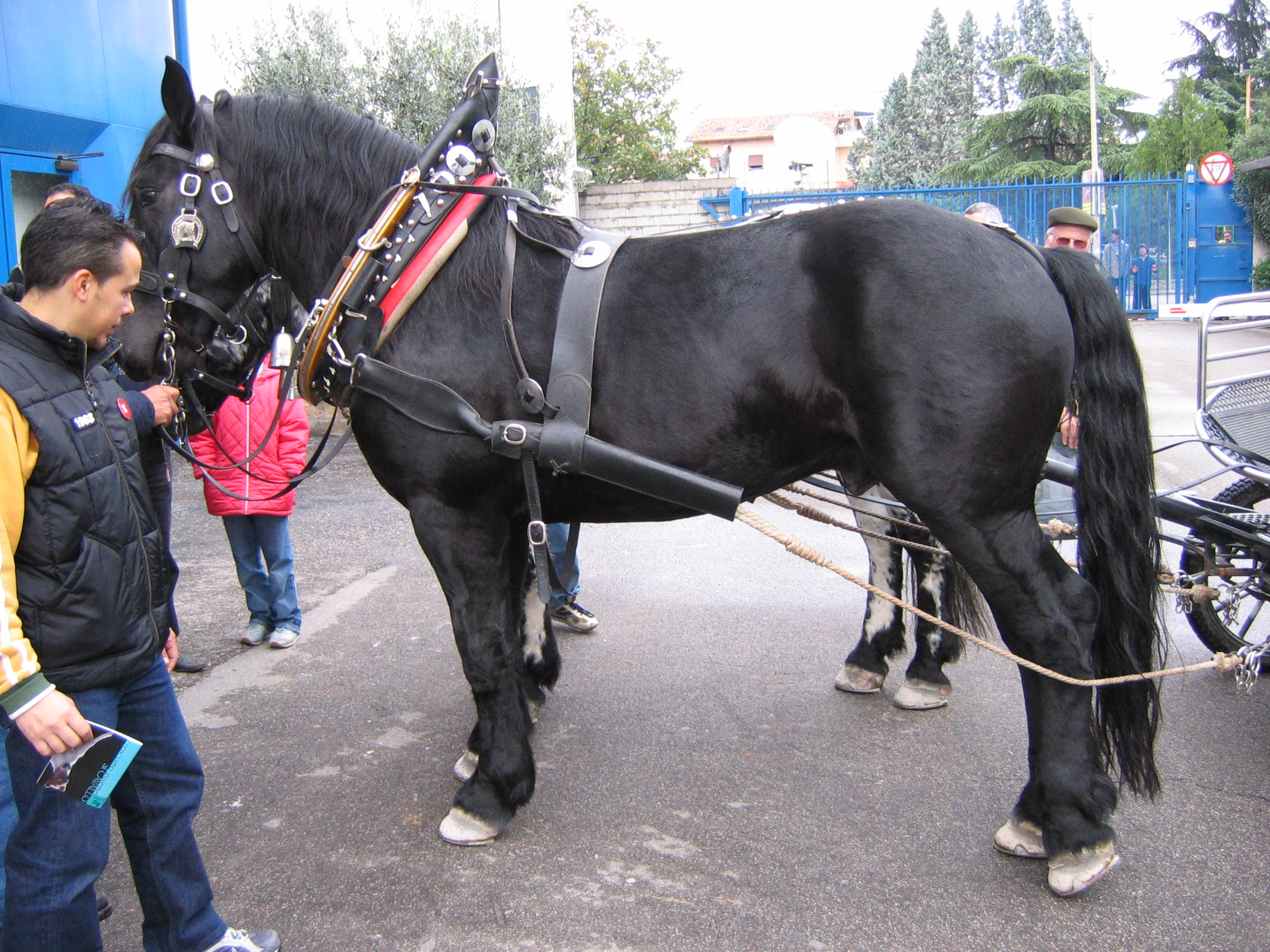
Noir.
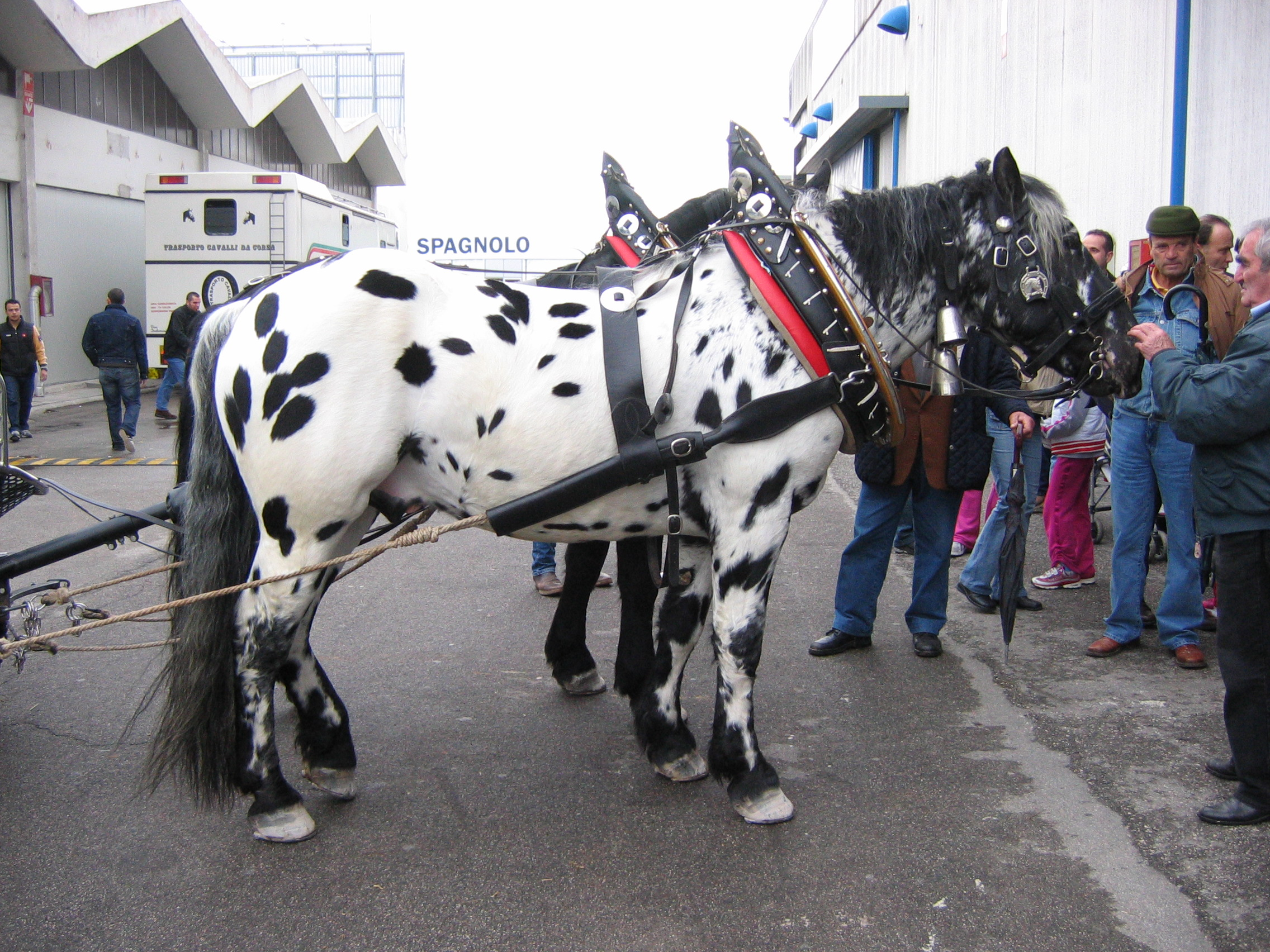
Tacheté.

### Allures
Il possède une action allongée et sûre avec une grande amplitude et un trot vivant.

### Tempérament et entretien
C'est un cheval calme et docile qui sait également se révéler actif et agile,
La race est réputée rustique, saine et économique. Robuste, il peut s’accommoder de conditions difficiles. Son pied sûr le rend habile sur les terrains escarpés.

## Lignées

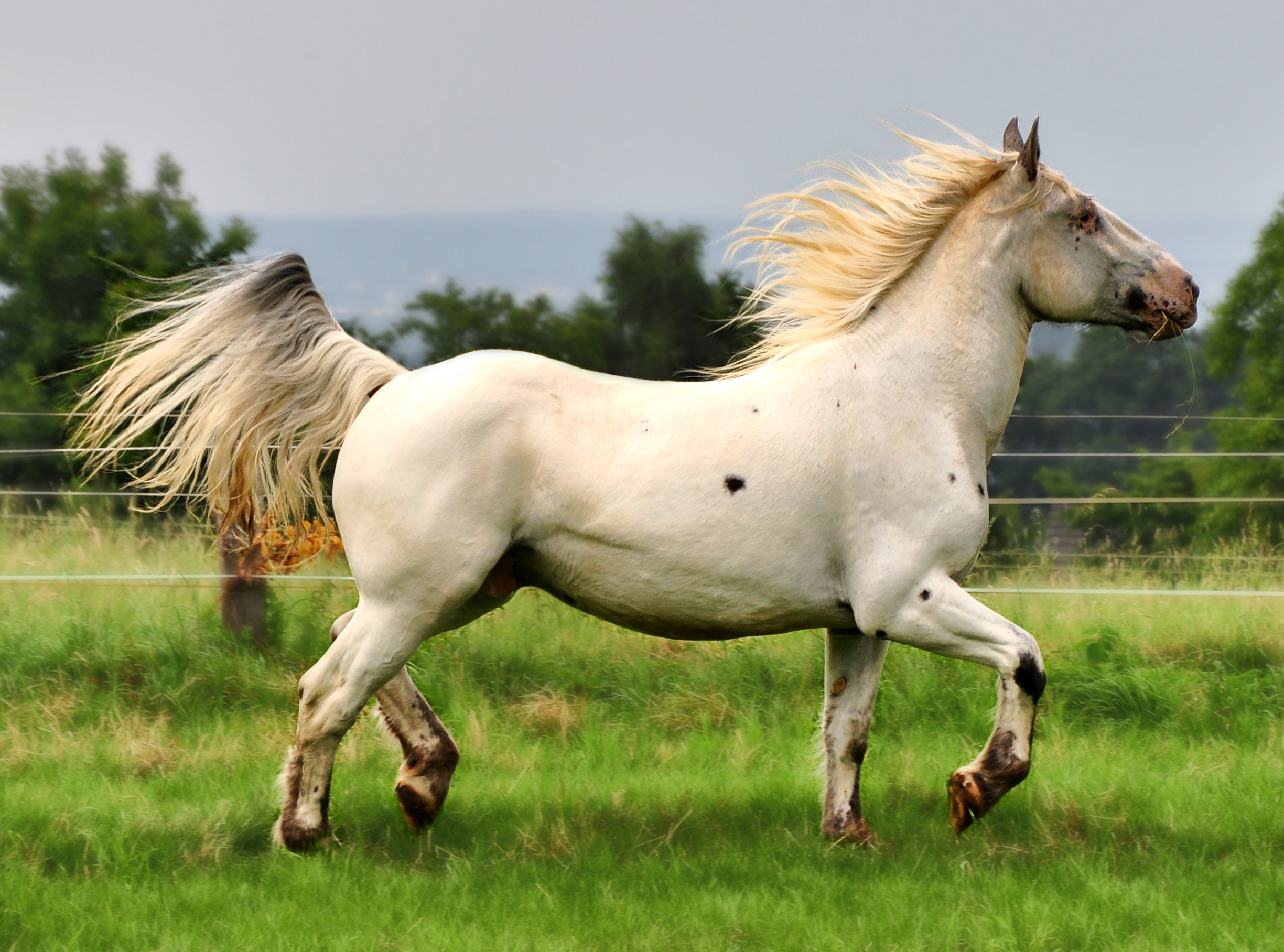
Un Noriker de la lignée Elmar.

Il existe cinq lignées chez le Noriker, issues de cinq étalons : Vulkan, Nero, Diamant, Schaunitz et Elmar.
La lignée Vulkan est la lignée la plus importante et la plus populaire. La ligne a été fondée par l'étalon bai-brun 13 Vulkan 63, né en 1887. La raison à la dominance de cette lignée est une morphologie assez lourde et un caractère froid favorisés pendant un temps.
La lignée Nero est la deuxième plus grande lignée dans la race Noriker, fondée par l'étalon 554 Uz Nero. Jusqu'aux années 1920, la lignée était de faible importance, mais répondant à une nouvelle demande de modèle de cheval, elle est devenue prisée. Ce sont des chevaux avec une conformation harmonieuse, une très bonne ligne du dessus et une grande amplitude.
La lignée Diamant remonte à 1877 et est issue de l'étalon 367 Bravo. C'est son arrière-petit-fils 216 Diamant né en 1903, qui donne son nom à la lignée. Jusqu'à la Seconde Guerre mondiale, cette lignée est en concurrence avec la lignée Vulkan alors très populaire, mais après les années 1960, la lignée ne prend que la troisième place en terme d'importance derrière la lignée Vulkan et la lignée Nero. Les chevaux de cette ligne sont de taille moyenne, vifs et faciles d'utilisation.
La lignée Schaunitz porte le nom de l'étalon 255 Schaunitz, né en 1896. Les chevaux de cette lignée sont connus pour leur tempérament vif et leur rusticité. Leur caractère parfois difficile pourrait être la raison du déclin de cette ligne dans les années 1980, qui ne représentait alors qu'1 % des chevaux Noriker. Le tempérament vif de ses sujets, leurs encolures redressées, et leurs allures ont contribué au renouvellement de cette lignée.
La lignée d’Elmar est surtout connue pour produire des chevaux tachetés. La lignée a été fondée en 1896 par l'étalon 458 Elmar qui était pourtant bai-brun. Dans cette lignée, les chevaux sont de petite taille avec de bons aplombs et des sabots solides. C'est une petite lignée, recherchée pour ses robes tachetées, mais dont la conformation est peu populaire. Elle est peu représentée chez le Noriker.

## Utilisations

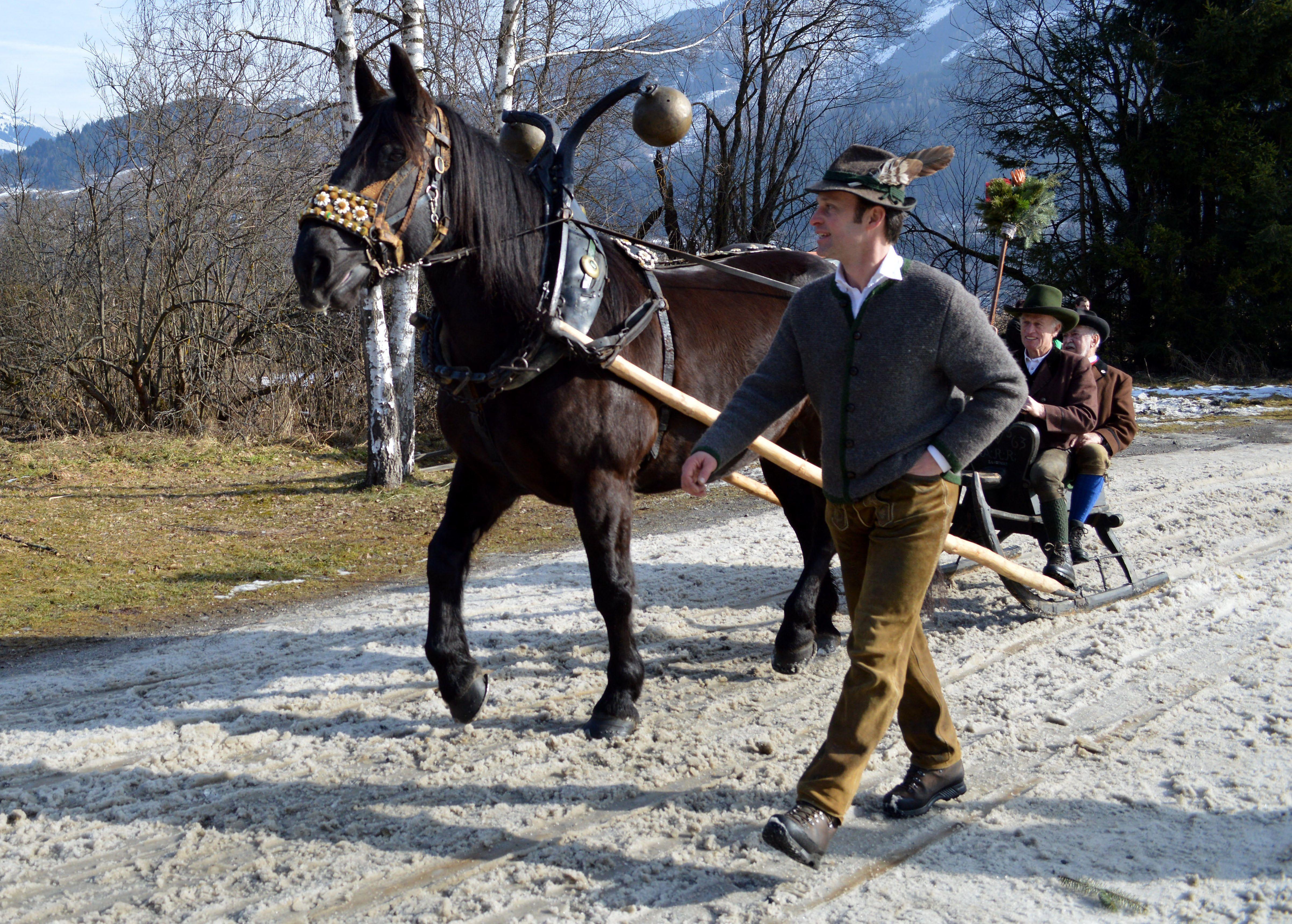
Noriker en attelage traditionnel à Zell am See.

Le Noriker est un cheval de trait polyvalent. Il est encore employé dans les fermes d'Autriche et d'Allemagne pour le trait léger. Il est utilisé aussi bien comme cheval de travail, que pour les défilés, le spectacle équestre et la production de viande. Il peut également convenir comme cheval de selle.

## Diffusion de l'élevage
Le Noriker fait l'objet d'une sélection rigoureuse accompagnée de contrôles et de tests. C'est le seul cheval de trait à vivre librement dans un parc naturel, situé ici dans les Länder de Salzbourg et de Carinthie. En 2007, près de 8 000 chevaux Noriker vivent en Autriche dont 3 000 poulinières inscrites au stud-book.

#### Thèse
- (de) Katharina Eva Mennel, Der Noriker einst & heute : Eine Statuserhebung der Norikerzucht heute, Vienne, Thèse - Université vétérinaire de Vienne, juillet 2009 (lire en ligne).

#### Ouvrages généralistes
- [Bongianni 1988] (en) Maurizio Bongianni (trad. de l'italien par Ardèle Dejey), « Noriker », dans Simon & Schuster's guide to horses & ponies of the world, Simon & Schuster, Inc., 1988, 255 p. (ISBN 0-671-66068-3 et 9780671660680, OCLC 16755485, lire en ligne), p. 106.
- [Edwards 2005] Elwyn Hartley Edwards, « Norique », dans L'œil nature - Chevaux, Nord Compo, Villeneuve-d'Ascq, Larousse, 2005, 255 p. (ISBN 9782035604088), p. 220-221.
- [Hendricks 2007] (en) Bonnie Lou Hendricks (préf. Anthony A. Dent), « Noriker », dans International Encyclopedia of Horse Breeds, Norman, University of Oklahoma Press, 2007, 486 p. (ISBN 080613884X et 9780806138848, OCLC 154690199, lire en ligne), p. 315-316.
- [Fitzpatrick 2008] Andrea Fitzpatrick, « Norique », dans Le Monde fascinant des chevaux, Paris, Nov'edit, 2008, 437 p. (ISBN 9782350332086), p. 208-209.